# آنول بزرگ جزیره کولبرا
آنول بزرگ جزیره کولبرا (نام علمی: Xiphosurus roosevelti) نام یک گونه از زیرراسته ایگوآناسانیان است.